# Rolaphton Mercure
Rolaphton Mercure (né le 26 septembre 1988 à Port-au-Prince) est un dramaturge et poète haïtien, aussi slameur, acteur, metteur en scène et journaliste. 

## Biographie
Né le 26 septembre 1988 à Port-au-Prince, il pratique le slam et reçoit pour ce travail le prix Caraïbes en création décerné par l'institut français en 2013. Il est diplômé d'un Master en Création contemporaine et industrie culturelle (à Limoges où il vit en 2025).   
Il est aussi acteur dans des films de Raoul Peck (meurtre à Pacot et Assistance mortelle où il est comédien de doublage). Il joue le rôle principal de Kafou (2017, réalisé par Bruno Mourral), et un second rôle du film de Gessica Généus Freda (2020).  
Une critique du quotidien Le National (Haïti) met en valeur l'aspect novateur de son texte Fuck dieu, fuck le vaudou, je ne crois qu’en mon index, où deux frères, gangsters, utilisent le rap pour s'affronter au nom de l'amour et des idéaux politiques, dans un bidonville haïtien. Sa langue est qualifiée de directe et incisive, et son œuvre, de « slam théâtral »,.  
En 2025, il remporte le Prix international de l'invention poétique qui se tient à Saint-Esprit, ville martiniquaise, aux côtés de poètes béninois, haïtiens, ivoiriens, français de métropole, martiniquais, pour son texte de Legba la voie, en français (le prix comptant une catégorie en langue créole).  

## Œuvres
Il publie les œuvres suivantes : 
- Fuck dieu, fuck le vaudou, je ne crois qu’en mon index. (Nouvelles dramaturgies d'Haïti, éditions Chimen, pièce de théâtre publiée en 2022 après avoir été nommée pour le prix SACD dramaturgie en 2021[3]).
- Pandémonium (pièce de théâtre présélectionnée au prix RFI 2023)[6]
- Bel ogou d'avant rouge  (recueil de poèmes de 80p., 2023, aux éditions Atlantiques déchaînés)
- Points de suture (publié dans la revue de théâtre contemporain La Récolte en juillet 2023)
- Rolaphton Mercure, Ricardo Boucher, Symphonie des foules automatiques, Aux cailloux des chemins, 2025, 108 p. (ISBN 978-2-493404-12-1), p. 100